# Линк, Франтишек
Франтишек Линк (чеш. František Link; 1906—1984) — чехословацко-французский астроном.

## Биография
Франтишек Линк родился 15 августа 1906 гоа в городе Брно. В 1929 году окончил университет в Брно. С 1942 года — сотрудник Астрономического института Чехословацкой АН, с 1969 года работал в Институте астрофизики в Париже.
Основные труды в области исследований лунных затмений, атмосферы Земли и планет, связи между изменениями солнечной активности и климата Земли на протяжении всей её истории. Автор монографии «Лунные затмения» (1956).
Член-корреспондент Чехословацкой АН, член Международной академии астронавтики.
Награждён бронзовой медалью Чехословацкой АН (1966).